# Cnaeus Cornelius Scipio Asina
Cnaeus Cornelius Scipio Asina (Kr. e. 3. század) római politikus, hadvezér, a patricius származású Cornelia gens tagja volt. Atyja, Lucius Barbatus, fivére, Lucius és fia, Publius Asina egyaránt elérte a consuli rangot. Az Asina agnomen Macrobiusnál maradt ránk.
Két alkalommal volt consul, mindkétszer az első pun háború idején. Kr. e. 260-ban Caius Duilius kollégájaként a vezetésére bízták az újonnan épült római flottát, ám a Lipari-szigetek ellen intézett támadása során 17 hajójával együtt a punok fogságába esett. Valószínűleg Marcus Atilius Regulus Kr. e. 256-os afrikai expedíciója során szabadult ki, és Kr. e. 254-ben ismét a legfőbb magistraturát viselhette, ezúttal Aulus Atilius Calatinus társaként. Ebben az évben már sikeresebben járt: társával átkelt Szicília szigetére, és bevették Panormosz fontos erődjét. Szolgálataiért triumphust tarthatott.